# Paksuniemi
Paksuniemi (schwedisch: Tjockudden) ist ein Ort (småort) in der nordschwedischen Provinz Norrbottens län und der historischen Provinz (landskap) Lappland.

## Lage und Beschreibung
Paksuniemi wurde in den 1840er-Jahren von Anders Isaksson Paksuniemi aus Jukkasjärvi gegründet.
Der Ort liegt auf einer Udde im Torne älv, etwa 20 Kilometer östlich von Kiruna.
Paksuniemi ist über die Landstraße BD 875 mit dem schwedischen Straßennetz verbunden.
Im Jahre 1890 hatte der Ort 24 Einwohner.
Bis zum Jahr 2015 stieg die Zahl der Einwohner auf 57.